# Sarah Stanton
Sarah Stanton (født 28. juni 1978) er en britisk musiker der på nuværende tidspunkt er keyboardspiller i doom metal bandet My Dying Bride, som hun sluttede sig til i 2003. Inden bassisten Lena Abé sluttede sig til bandet i 2007, var Sarah Stanton det yngste medlem i bandet.

## Fodnoter
1. 1 2 3 4  "Sarah Stanton biografi". Arkiveret fra originalen 26. september 2010. Hentet 15. december 2007.